# Call of Duty: Modern Warfare III
Call of Duty: Modern Warfare III je střílečka z pohledu první osoby z roku 2023, kterou vyvinula společnost Sledgehammer Games a vydala společnost Activision. Jedná se o dvacátý díl série Call of Duty a po Call of Duty: Modern Warfare II (2022) je třetím dílem podsérie Modern Warfare. Hra byla vydána 10. listopadu 2023 pro PlayStation 4, PlayStation 5, Windows, Xbox One a Xbox Series X/S.

## Hratelnost
Videohra si zachovala realistické moderní prostředí svých předchůdců a pokračovala v příběhové linii dílčí série. Hra pro více hráčů obsahuje šestnáct remasterovaných map z Call of Duty: Modern Warfare 2 z roku 2009. Součástí je také režim Zombies, který spoluvytvořil vývojář dílčí série Black Ops Treyarch. Tento režim je postaven na otevřeném světě hráč versus prostředí.

## Synopse
Příběh sleduje mezinárodní jednotku speciálních operací Task Force 141, která pátrá po ruském ultranacionalistovi a teroristovi Vladimiru Makarovovi, který plánuje vyvolat třetí světovou válku.

## Vývoj
Po dokončení vývoje hry Call of Duty: Vanguard (2021) bylo studio Sledgehammer Games pověřeno společností Activision vývojem rozšiřujícího balíčku pro Modern Warfare II, který se změnil na plnohodnotnou samostatnou verzi série Call of Duty.
Po sérii úniků v první polovině roku 2023 byla hra oficiálně odhalena v srpnu téhož roku. V říjnu se konala také předváděcí akce a veřejná beta verze.
Hra byla vydána 10. listopadu 2023 pro PlayStation 4, PlayStation 5, Windows, Xbox One a Xbox Series X/S. Po vydání se videohra Call of Duty: Modern Warfare III dočkala smíšených recenzí, kritizována byla především její kampaň.